# Eardisland
Eardisland – wieś w Anglii, w hrabstwie Herefordshire. Leży 21 km na północny zachód od miasta Hereford i 204 km na północny zachód od Londynu. Miejscowość liczy 520 mieszkańców.